# Кузьмин, Сергей Андреевич
Сергей Андреевич Кузьмин (21 июня 1927, д. Дубронивка, Шаховской район, Московская область — 29 декабря 2007, Москва) — советский и российский востоковед, кандидат филологических наук, профессор кафедры языков стран Ближнего и Среднего Востока МГИМО.

## Биография

### Образование
В 1951 году окончил Московский институт востоковедения.
В 1955 году защитил кандидатскую диссертацию по специальности "арабская филология".

### Карьера
В 1955—1959 годах работал на Всесоюзном радио в редакции иновещания. Во время работы на Всесоюзном радио приглашался в качестве переводчика-синхрониста на международных форумах и переговорах руководителей страны с руководителями арабских государств. С работой на радио в 1957—1960 годах совмещал работу в Высшей дипломатической школе (ныне — Дипломатическая академия МИД РФ).
В 1959—1963 годах — преподаватель МГИМО.
В 1963—1990 годах — сотрудник Международного отдела ЦК КПСС, где занимался вопросами взаимоотношений СССР с арабскими странами.
В 1990—2003 годах вновь преподавал в МГИМО (доцент, профессор, заведующий кафедрой языков стран Ближнего и Среднего Востока): вёл занятия на 1–4 курсах по всем аспектам арабского языка, на старших курсах преподавал теорию, практику и стилистику перевода, проводил круглые столы со студентами по актуальным проблемам Ближнего Востока. Являлся членом Научно-методического совета языковых кафедр МГИМО, членом правления Общества друзей королевства Саудовская Аравия в России.

## Учебники
- В 1962 году издал учебник «Практический курс арабского языка» (в соавторстве с В. Н. Красновским), который впоследствии неоднократно перерабатывался и переиздавался.
- В 1992 году издал «Учебник арабского языка для 1 курса», который был впоследствии полностью переработан, и в 2001 году было опубликовано первое издание «Учебника арабского языка».

## Награды
- Орден Дружбы народов
- Медаль «За доблестный труд в Великой Отечественной войне 1941—1945 гг.»
- Медаль «За трудовую доблесть»
- медаль «В ознаменование 200-летия Министерства Иностранных дел Российской Федерации»